# Municipio de Lake (condado de Clay)
El municipio de Lake (en inglés: Lake Township) es un municipio ubicado en el condado de Clay en el estado estadounidense de Iowa. En el año 2010 tenía una población de 195 habitantes y una densidad poblacional de 2,09 personas por km².

## Geografía
El municipio de Lake se encuentra ubicado en las coordenadas 43°12′40″N 94°58′16″O / 43.21111, -94.97111. Según la Oficina del Censo de los Estados Unidos, el municipio tiene una superficie total de 93.09 km², de la cual 86,13 km² corresponden a tierra firme y (7,47 %) 6,96 km² es agua.

## Demografía
Según el censo de 2010, había 195 personas residiendo en el municipio de Lake. La densidad de población era de 2,09 hab./km². De los 195 habitantes, el municipio de Lake estaba compuesto por el 96,92 % blancos, el 0,51 % eran asiáticos, el 0,51 % eran de otras razas y el 2,05 % eran de una mezcla de razas. Del total de la población el 2,56 % eran hispanos o latinos de cualquier raza.